# Асаба Дизайн Центр
Асаба Дизайн Центр — одне з великих морських проектних підприємств у Миколаєві.

## Історія
У Миколаєві за проектами підприємства суднобудівний завод «Нібулон» зараз будує буксири пр. Т3500 та судно-перевантажувач пр. П-140. На ринку озброєнь КБ представлено проектами корвету Bata, фрегату Wele Nzas та іншими кораблями, вже побудованими для Екваторіальної Гвінеї. Окрім того, фахівці «Асаба Дизайн Центр» побудували в Малабо нову суднобудівну верф, що дозволило посилити співпрацю українських розробників з оборонною промисловістю Екваторіальної Гвінеї.
У 2018 році було представлено проект перспективного офшорного патрульного корабля OPV60. Це універсальні кораблі, які залежно від обраної кінцевим замовником комплектації озброєння та обладнання можуть бути реалізовані як корвети, сторожові кораблі, кораблі морської охорони, тощо.